# كليبر (ولاعة)
كليبر Clipper هو اسم العلامة التجارية لنوع من ولاعات البيوتان القابلة لإعادة التعبئة، تم تصميمه بواسطة إينريك ساردا ومملوك لشركة فلاماغاس إس.أ. منذ عام 1959.
تتم إنتاج معظم الولاعات في برشلونة، مع بعضها الآخر المصنوع في تشيناي وشنغهاي. كليبر لديها مجموعة واسعة من الولاعات وعبوات الغاز وملحقات أخرى. تم تصنيع أول ولاعة كليبر في عام 1972، وإنتاجها العالمي الآن يبلغ حوالي 450 مليون وحدة سنويًا، مما يجعلها ثاني أكبر شركة لتصنيع الولاعات في العالم، بعد شركة بك.
علامة كليبر هي جزء من شركة فلاماغاس إس.أ، التي توزع أيضًا مستلزمات مكتبية وإلكترونيات لعلامات تجارية مثل كاسيو ودايو.  فلاماغاس إس.أ. تديرها شركة بويج، وكلا الشركتين هما فروع لشركة إكسيا كوربوريشن.

## الرابط المجتمعي
يقوم بعض الأشخاص بربط استخدام ولاعة كليبر بمدخني الماريجوانا. ويرجع ذلك إلى نظام الشرارة الخاص بها، الذي كان يستخدمه المدخنون غالبًا لتعبئة التبغ ذاتية اللف.

## في الثقافة الشعبية
استخدمت الفرقة البريطانية "ذا ستريتس" الولاعة كليبر كشعار لها. تظهر الولاعة (تحمل اسم الفنان) على جميع أغلفة الألبومات باستثناء الألبوم الأول، الذي كان يتميز بولاعة "سوان". تشمل منتجاتهم ولاعات كليبر مميزة. كما استخدم داميان هيرست صور ولاعة كليبر في سلسلة من الأعمال الفنية جنبًا إلى جنب مع "سيلك كت".

## روابط خارجية
- https://clipperofficial.com/
- https://flamasats.com/es/